# Caravane (film, 1978)
Pour les articles homonymes, voir Caravane.
Pour plus de détails, voir Fiche technique et Distribution.
Caravane (Caravans) est un film américano-iranien réalisé par James Fargo, sorti en 1978.

## Synopsis
En 1948, au Moyen-Orient, un ambassadeur américain est missionné pour mettre la main sur la femme disparue d'un sénateur. Il retrouve bientôt sa trace dans une communauté de nomades où il va vivre de pénibles et enrichissantes aventures au cœur du désert.

## Fiche technique
- Titre français : Caravane
- Titre original : Caravans
- Réalisation : James Fargo
- Scénario : Nancy Voyles Crawford, Thomas A. McMahon & Lorraine Williams, d'après le roman de James A. Michener
- Musique : Mike Batt
- Photographie : Douglas Slocombe
- Montage : Richard Marden
- Production : Elmo Williams
- Sociétés de distribution : FIDCI, Ibex Films & Universal Pictures
- Société de production : Universal Pictures
- Pays :  États-Unis,  Iran
- Langue : Anglais, Perse
- Format : Couleur - Mono - 35 mm - 2.35:1
- Genre : Aventures
- Durée : 127 min

## Distribution
- Michael Sarrazin : Mark Miller
- Jennifer O'Neill : Ellen Jasper
- Anthony Quinn : Zulffiqar
- Behrouz Vossoughi : Le colonel Nazrullah
- Christopher Lee : Sardar Khan
- Duncan Quinn : Moheb
- Barry Sullivan : Richardson
- Mohamad Ali Keshavarz : Shakkur
- Joseph Cotten : Crandall
- Jeremy Kemp : Dr. Smythe

## Anecdotes
- Dernier film pour Barry Sullivan
- Première apparition au cinéma pour Duncan Quinn, le fils d'Anthony Quinn.
- Anthony Quinn devait tourner le film en 1968 sous la direction d'Henri Verneuil qui l'avait dirigé dans La 25eme heure et La Bataille de San Sebastian.

## Distinction

### Nomination
- Oscars
  - Meilleurs costumes pour Renié